# ローレン・トム
ローレン・トム（Lauren Tom、1970年3月29日 - ）は、アメリカ合衆国・イリノイ州シカゴ生まれの女優・声優である。

## 来歴
1970年にシカゴに生まれる。両親は冷凍食品に関するビジネスを経営していた。
17歳で初舞台に立ち、それから1年もしないうちにブロードウェイデビューを果たす。確固たる演技力を披露してキャリアを積んでいき、後に出演したオフ・ブロードウェイ作品においてはオビー賞も獲得している。
ほどなくして脇役ではあるが映画作品にも出演し始め、オリバー・ストーン監督の『ウォール街』やロビン・ウィリアムズとティム・ロビンスの共演作『キャデラック・マン』などの話題作に出演。特に『キャデラック・マン』の役柄そのままに、ジョニー・カーソンが司会を務める「トゥナイト・ショー」にゲスト出演を果たした。そのことが後の女優としてのキャリアを手助けするものとなり、オリバー・ストーン製作の中国系アメリカ人女性に関するヒューマンドラマ『ジョイ・ラック・クラブ』においてはメインキャストに配役されている。
映画やテレビドラマの他に、数々のテレビアニメにおいて声優としても登場。代表作としては1997年から2010年まで放送された長寿家族アニメ『キング・オブ・ザ・ヒル』があり、同作では主人公のヒル一家の隣に住む一言多い嫌味なベトナム人妻をコミカルに演じている。その他にはマット・グレーニングによる『フューチュラマ』にも声のレギュラー出演をしている。

## 出演作品

### 映画
- Doonesbury: A Broadway Musical (1983)
- Nothing Lasts Forever (1984)
- ウォール街 Wall Street (1987)
- ルーフトップス Rooftops (1989)
- 見ざる聞かざる目撃者 See No Evil, Hear No Evil (1989)
- ブルースチール Blue Steel (1990)
- キャデラック・マン Cadillac Man (1990)
- お気にめすまま Man Trouble (1992)
- ジョイ・ラック・クラブ The Joy Luck Club (1993)
- 心のままに Mr. Jones (1993)
- 男が女を愛する時 When a Man Loves a Woman (1994)
- ノース 小さな旅人 North (1994)
- ウィズ・フレンズ With Friends Like These... (1998)
- スーザンズ・プラン/ 殺せないダーリン Susan's Plan (1998)
- Catfish in Black Bean Sauce (1999)
- メルトダウン・クライシス Y2K (1999)
- バッドサンタ Bad Santa (2003)
- イン・グッド・カンパニー In Good Company (2004)

### テレビドラマ
- The Facts of Life (1982)
- コスビー・ショー The Cosby Show (1985)
- Anything But Love (1991)
- タイムマシーンにお願い Quantum Leap (1991)
- ホミサイド/殺人捜査課 Homicide: Life on the Street (1994)
- シカゴ・ホープ Chicago Hope (1994, 1995)
- FBI誘拐捜査 Kidnapped: In the Line of Duty (1995)
- 星の国から来た仲間 Escape to Witch Mountain (1995)
- フレンズ Friends (1995, 1996)
- テル・ミー・ノー・シークレット Tell Me No Secrets (1997)
- マーダー・ライブ/ 殺人中継 Murder Live! (1997)
- Grace Under Fire (1997-1998)
- シティ・オブ・エンジェル City of Angels (2000)
- ザ・ディヴィジョン The Division (2002)
- マイ・ワイフ・アンド・キッズ My Wife and Kids (2002-2004)
- 名探偵モンク Monk (2003)
- バーバーショップ Barbershop (2005)
- スレッシュホールド Threshold (2005)
- グレイズ・アナトミー 恋の解剖学 Grey's Anatomy (2006)
- クローザー The Closer (2006)
- CSI:科学捜査班 CSI: Crime Scene Investigation (2008)
- WITHOUT A TRACE/FBI 失踪者を追え! Without a Trace (2009)
- しあわせの処方箋 Hawthorne (2009)
- プリティー・リトル・ライアーズ (2014)
- スーパーナチュラル (2015)

### 声の出演
- Superman: The Last Son of Krypton (1996)
- バットマン サブゼロ 凍りついた愛 Batman & Mr. Freeze: SubZero (1998)
- ザ・バットマン・スーパーマン・ムービー/ ヒーロー頂上対決 The Batman Superman Movie: World's Finest (1998)
- バットマン・ザ・フューチャー/ 蘇ったジョーカー Batman Beyond: Return of the Joker (2000)
- ザ・ワイルド・ソーンベリー・ムービー The Wild Thornberrys Movie (2002)
- スーパーマン: アポカリプスの影 Superman: Shadow of Apokolips (2002)
- キム・ポッシブル: シークレット・ファイル Kim Possible: The Secret Files (2003)
- ティーチャーズ・ペット Teacher's Pet (2004)
- ムーラン2 Mulan II (2004)
- キム・ポッシブル: ドラマチック・ナイト Kim Possible: So the Drama (2005)
- フューチュラマ: ベンダーの大冒険 Futurama: Bender's Big Score (2007)
- Futurama: The Beast with a Billion Backs (2008)
- Futurama: Bender's Game (2008)
- Futurama: Into the Wild Green Yonder (2009)

### テレビアニメ
- The Puzzle Place (1995)
- スーパーマン Superman (1996-1999)
- ブルース・ブラザーズ The Blues Brothers Animated Series (1997)
- ピンキー&ブレイン Pinky and the Brain (1997)
- バットマン The New Batman Adventures (1997)
- ゴースト・バスターズ Extreme Ghostbusters (1997)
- キング・オブ・ザ・ヒル King of the Hill (1997-2010)
- デクスターズラボ Dexter's Laboratory (1998)
- ロケット・パワー Rocket Power (1999)
- フューチュラマ Futurama (1999-2010)
- ペッパー・アン Pepper Ann (2000)
- クラークス Clerks (2000-2001)
- マックス・スティール Max Steel (2001)
- ジョニー・ブラボー Johnny Bravo (2001)
- バットマン・ザ・フューチャー Batman Beyond (2001)
- チョーク・ゾーン Chalkzone (2002)
- スクービー・ドゥー What's New, Scooby-Doo? (2002)
- トータリー・スパイズ! Totally Spies! (2002-2003)
- 学園パトロール フィルモア Fillmore! (2002-2004)
- キム・ポッシブル Kim Possible (2002-2005)
- KND ハチャメチャ大作戦 Codename: Kids Next Door (2002-2008)
- ラグラッツ・ティーンズ All Grown Up (2003)
- ティーン・タイタンズ Teen Titans (2003-2005)
- ジャスティス・リーグ Justice League (2003-2006)
- ダック・ドジャース Duck Dodgers (2003)
- サムライジャック Samurai Jack (2003)
- ウィッチ -W.I.T.C.H.- W.I.T.C.H. (2004-2006)
- おおきいあかい クリフォード Clifford's Puppy Days (2005)
- アバター 伝説の少年アン Avatar: The Last Airbender (2005-2006)
- アメリカン・ドラゴン American Dragon: Jake Long (2005-2007)
- KND ハチャメチャ大作戦 オペレーション Z.E.R.O Codename: Kids Next Door - Operation Z.E.R.O. (2006)
- ザ・リプレイス 大人とりかえ作戦 The Replacements (2006-2009)
- ビリー&マンディの大冒険 Billy & Mandy's Big Boogey Adventure (2007)
- リージョン・オブ・スーパーヒーローズ Legion of Super Heroes (2007, 2008)
- ザ・ペンギンズ from マダガスカル The Penguins of Madagascar (2010)
- フィニアスとファーブ Phineas and Ferb (2010)